# 不可触民の娘
『不可触民の娘』（ふかしょくみんのむすめ、原題：Achhut Kannya）は、1936年に公開されたインドの映画。フランツ・オステンが監督を務め、アショーク・クマール、デーヴィカー・ラーニーが出演している。ボリウッドの初期におけるヒット作品であり、不可触民の少女の社会的地位を題材にしている。

## キャスト
- カストゥリ - デーヴィカー・ラーニー（英語版）
- プラタプ - アショーク・クマール
- メーラ - マノーラマー（英語版）
- アンワル - マンヌ
- プラミラ - カジャリ（英語版）
- ドゥキア - カムタ・プラサード
- カルヤニ - クスミ・クマリ
- モハン - P・F・ピタワラ（英語版）
- バブラル・ヴァイド - キショーリ・ラール
- 警部 - N・M・ジョシ